# Союз української поступової молоді
Союз Української Поступової Молоді (СУПМ) ім. М. Драгоманова «Каменярі» — виховна молодіжна організація в Галичині, заснована 1929 року під патронатом Української Соціалістично-Радикальної Партії (УСРП). Організація орієнтувалася на українську національну радикально-демократичну ідеологію та етичний соціалізм.

## Діяльність
«Каменярі» розпочали свою діяльність 1931 року, коли в різних місцевостях Галичини та Волині почали виникати місцеві осередки організації. Перший краєвий з'їзд організацій «Каменярів» відбувся у березні 1932 року у Львові. На з'їзді були присутні делегати від 45 місцевих осередків. Прийнято головні засади діяльності організації, затверджено назву Союз української поступової молоді ім. М. Драгоманова «Каменярі», а правила дозволяли бути членом Союзу будь-якому українцю чи українці «без ріжниці релігії», тобто організація мала на меті об'єднати всю українську молодь.
У травні 1933 проведено другий краєвий з'їзд «Каменярів», приурочений до відкриття пам'ятника на могилі Івана Франка. На той час існувало вже 9 повітових і 98 місцевих «каменярських» організацій. 1934 року проведено третій, а 1936 року — четвертий з'їзд Союзу.
Соціяльною базою організації була сільська молодь, якій було дуже важко, а в деяких селах і неможливо реалізувати свої здібності та брати участь у громадському й культурному житті. Союз української поступової молоді ім. М. Драгоманова «Каменярі» прагнув підняти культурний рівень своїх членів, а журнали організації допомагали у цьому.
1932 року створено видавництво «Самоосвіта», що намагалося через видання популярної літератури дати українцям знання з різноманітних галузей науки. Згодом це видавництво почали називати Народним університетом.
Оскільки мережа організації розросталася, а головну ставку зроблено на освітню діяльність, діячі «Просвіти» звинувачували «Каменярів» у тому, що вони підривають роботу та авторитет «Просвіти», що також працювала на цій ниві.
«Каменярі», хоча й були противниками капіталізму та прихильниками соціалізму, але не ототожнювали себе з політичним ладом у Радянському Союзі. Організація однаково негативно ставилася до фашизму, націонал-соціалізму та комунізму. У статті «Наш шлях» (ч. 7, 1933) написано, що «… ми в інтересі української нації стоїмо на сторожі української працюючої кляси і в її обороні проти визиску. Наш націоналізм привів нас до соціалізму». Так, організація виступала за створення української національної соціалістичної держави. УСРП, а отже і її молодіжна організація, стояла на центристських позиціях і критикувала радикальні націоналістичні погляди Дмитра Донцова та дії ОУН.
Триступнева організація: централя у Львові, повітові і місцеві (1930 — 48, 1933 — 108, 1936 — 291) союзи; понад 15000 членів. Місцеві союзи «Каменярів» мали самоосвітні, спортові і театральні гуртки, часто і хори. Щороку відбувалися повітові здвиги руханки, спорту та змагання.
Головою СУПМ був А. Гривнак, генеральний секретар — П. Костюк. СУПМ належав до міжнародного робітничого спортового союзу (централя в Брюсселі, секретаріат у Празі) і брав участь у двох його олімпіадах.
У 1938 році відбувся V краєвий з'їзд «Каменярів». Він констатував наявність таких ланок: 12 повітових і 254 місцеві організації, 84 самоосвітні гуртки, 112 любительські (аматорські), 123 бібліотеки, 43 хори, 72 футбольні та 67 волейбольних гуртків. Це було досить багато, але внутрішня суперечність між національним і соціальним моментами так і не дозволила цій молодіжній організації стати справді впливовою і масовою.
Союз української поступової молоді перестав діяти 1939 року з приходом радянської влади до Галичини.

## Преса організації
СУПМ мав пресові органи: «Молоді Каменярі», «Каменярі», «Робітничі Вісті», а також видав кілька інструктивних книжок для праці на місцях.
«Молоді каменярі», що виходили з 1928 року, були додатком до «Громадського голосу» (офіційного органу УСРП). Видання мало хороших авторів (О. Павлів-Білозерський, І. Ющишин, А. Животко), але журнал не мав конкретної редакторської політики, цілісності та системності. «Молоді каменярі» писали про Січових стрільців, про життя каменярських організацій, була рубрика «Цікаві новини з широкого світу». Друкували твори Івана Франка, Василя Стефаника, Марійки Підгірянки, Іванни Блажкевич. Видання містило загади, шаради, хрестівки, які були цікаві й повчальні для молоді, але не мало аналітичних матеріялів, що могли би зацікавити старше покоління. Журнал підготував ґрунт для створення організації «Каменярі».
Після «Молодих каменярів» теж як додаток до «Громадського голосу» з'явилися «Каменярі: голос молоді», що виходили упродовж 1932 року. Видання публікувало відомості з літератури, української історії, твори українських письменників, літературні спроби читачів, статті на громадсько-суспільні та культурно-освітні теми, про спорт і руханку, про міжнародний рух поступової молоді.
У січні 1933 року вийшло перше число вже самостійного журналу «Каменярі». У публікація підкреслювалося, що «Каменярі» — це спортивно-руханкове товариство, а його робота відбувається у двох напрямах: спортивно-руханкова й культурно-освітня діяльність.
Журнал друкував уривки із творів Марка Вовчка, С. Васильченка, В. Самійленка, Марка Черемшини. На сторінках видання з'являлися вірші, в назвах яких часто зустрічалося слово «каменяр». Вони належали, як правило, поетам-початківцям, очевидно, близьким до УСРП, або і членам Союзу «Каменярі».
Відповідальним редактором Каменярів був Карло Коберський, у 1938 р. видавцем зазначено О. Навроцького, а 1939 року відповідальним редактором, а згодом і видавцем був П. Костюк.